# 寺下力三郎
寺下 力三郎（てらした りきさぶろう、1912年8月11日 - 1999年7月30日）は、日本の政治家。青森県六ヶ所村長（1
期）。

## 経歴・人物
青森県蚕業試験場講習科卒。岩手県などで蚕業指導員を務める。1965年、郷里六ヶ所村の書記となる。助役を経て1969年村長に就任。
1971年8月20日、村長としてむつ小川原開発計画への反対を表明、巨大開発反対運動の先頭に立った。
1973年、開発計画に反対する寺下と計画に賛成する村議会議員との間でリコール合戦が勃発。同年5月13日、住民投票が行われ賛成派の村議の解職請求は不成立。一方同年6月4日、反対派の寺下の解職請求も不成立となった。反対派と賛成派の争いは同年12月2日に行われた村長選挙に持ち込まれることとなったが、寺下は開発推進派の古川伊勢松に敗れた。しかし、その後も「住民不在の“虚大怪発”」「核燃は核のごみ捨て揚」と、同計画と核燃料サイクル事業に在野から終始反対し続けた。
1993年、環境・公害問題に取り組み社会的不正義をなくすために地域で地道に活動する人たちに贈られる田尻賞を受賞。